# Az év amerikai labdarúgója

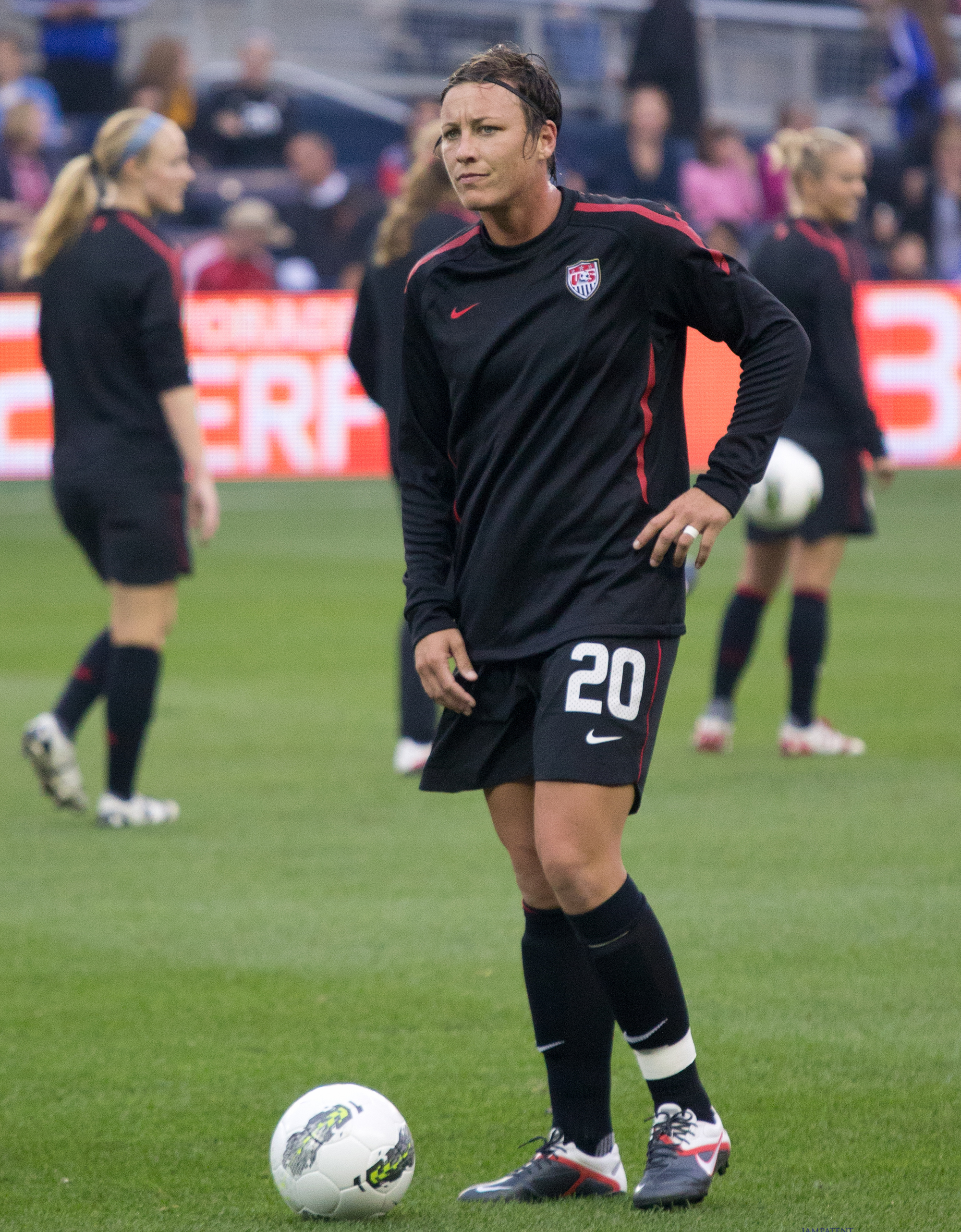
2013-ban, Abby Wambach a rekordot jelentő hatodik alkalommal nyerte el a díjat.

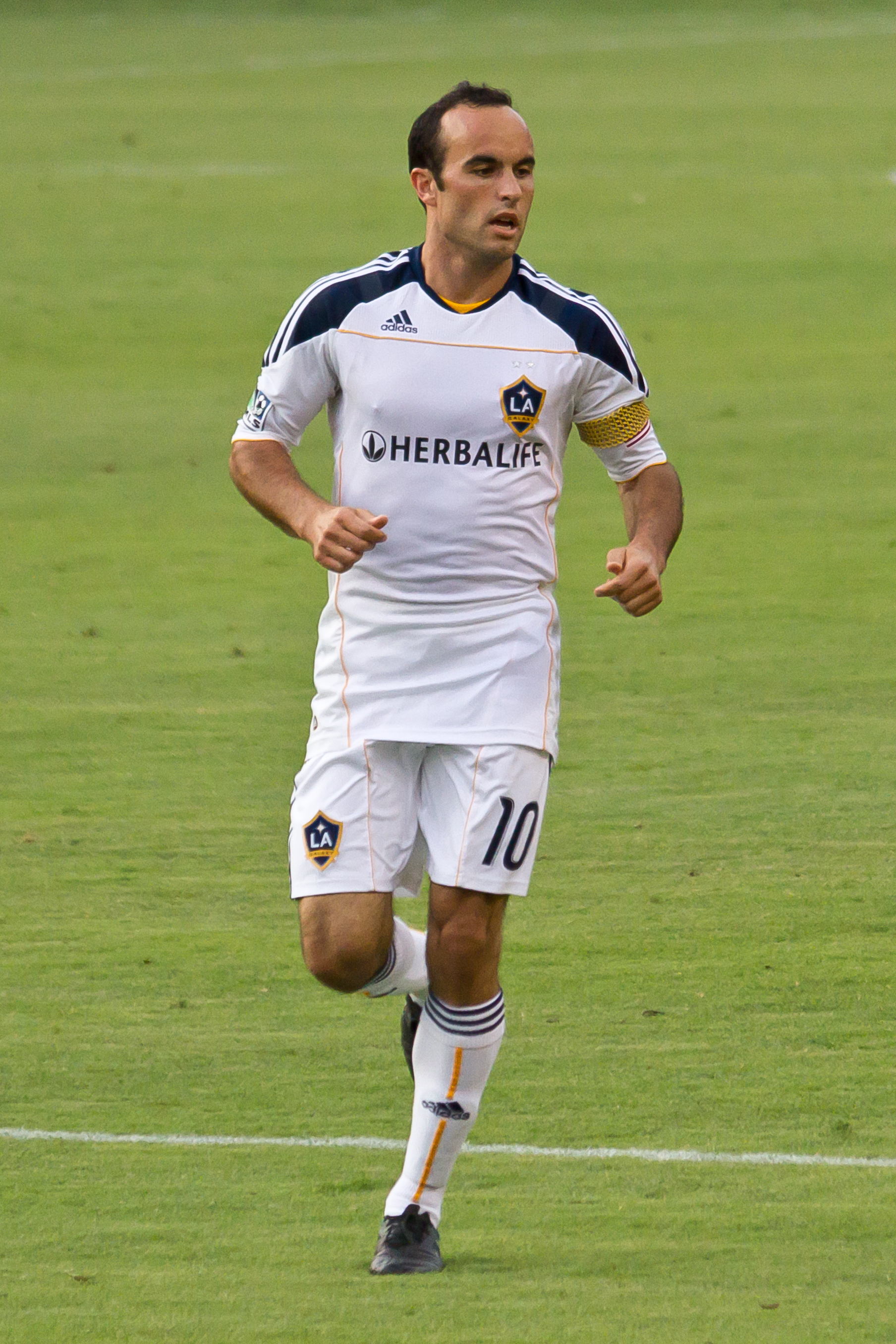
Landon Donovant négy alkalommal választották az év labdarúgójának az Egyesült Államokban.

Az év amerikai labdarúgója (angolul: U.S. Soccer Athlete of the Year) díjat 1984 óta adja át az Amerikai labdarúgó-szövetség (USSF) az adott évben legjobbnak vélt amerikai labdarúgók számára. 1985-től megválasztják az év női labdarúgóját is, az év fiatal férfi, illetve női labdarúgójának járó díjat pedig 1998-tól adják át. A díjazottak sora 2012-től kezdődően a fogyatékkal élő labdarúgókkal egészült ki.
Interneten lehet szavazni a jelöltekre, ez a szavazatok felét teszi ki. A másik felét újságírók, illetve az amerikai labdarúgó-szövetség alkalmazásában álló személyek (edzők, vezetők) szavazatai alapján határozzák meg.

## Díjazottak
| Év   | Az év férfi labdarúgója | Az év női labdarúgója  | Az év fiatal férfi labdarúgója | Az év fiatal női labdarúgója | Az év fogyatékkal élő labdarúgója |
| ---- | ----------------------- | ---------------------- | ------------------------------ | ---------------------------- | --------------------------------- |
| 1984 | Rick Davis              | Nem adták át           | Nem adták át                   | Nem adták át                 | Nem adták át                      |
| 1985 | Perry Van der Beck      | Sharon McMurtry        | Nem adták át                   | Nem adták át                 | Nem adták át                      |
| 1986 | Paul Caligiuri          | April Heinrichs        | Nem adták át                   | Nem adták át                 | Nem adták át                      |
| 1987 | Brent Goulet            | Carin Jennings-Gabarra | Nem adták át                   | Nem adták át                 | Nem adták át                      |
| 1988 | Peter Vermes            | Joy Biefield           | Nem adták át                   | Nem adták át                 | Nem adták át                      |
| 1989 | Mike Windischmann       | April Heinrichs        | Nem adták át                   | Nem adták át                 | Nem adták át                      |
| 1990 | Tab Ramos               | Michelle Akers         | Nem adták át                   | Nem adták át                 | Nem adták át                      |
| 1991 | Hugo Pérez              | Michelle Akers         | Nem adták át                   | Nem adták át                 | Nem adták át                      |
| 1992 | Marcelo Balboa          | Carin Jennings-Gabarra | Nem adták át                   | Nem adták át                 | Nem adták át                      |
| 1993 | Thomas Dooley           | Kristine Lilly         | Nem adták át                   | Nem adták át                 | Nem adták át                      |
| 1994 | Marcelo Balboa          | Mia Hamm               | Nem adták át                   | Nem adták át                 | Nem adták át                      |
| 1995 | Alexi Lalas             | Mia Hamm               | Nem adták át                   | Nem adták át                 | Nem adták át                      |
| 1996 | Eric Wynalda            | Mia Hamm               | Nem adták át                   | Nem adták át                 | Nem adták át                      |
| 1997 | Kasey Keller            | Mia Hamm               | Nem adták át                   | Nem adták át                 | Nem adták át                      |
| 1998 | Cobi Jones              | Mia Hamm               | Josh Wolff                     | Cindy Parlow                 | Nem adták át                      |
| 1999 | Kasey Keller            | Michelle Akers         | Ben Olsen                      | Lorrie Fair                  | Nem adták át                      |
| 2000 | Chris Armas             | Tiffeny Milbrett       | Landon Donovan                 | Aly Wagner                   | Nem adták át                      |
| 2001 | Earnie Stewart          | Tiffeny Milbrett       | DaMarcus Beasley               | Aleisha Cramer               | Nem adták át                      |
| 2002 | Brad Friedel            | Shannon MacMillan      | Bobby Convey                   | Lindsay Tarpley              | Nem adták át                      |
| 2003 | Landon Donovan          | Abby Wambach           | Freddy Adu                     | Cat Reddick                  | Nem adták át                      |
| 2004 | Landon Donovan          | Abby Wambach           | Eddie Johnson                  | Heather O'Reilly             | Nem adták át                      |
| 2005 | Kasey Keller            | Kristine Lilly         | Benny Feilhaber                | Lori Chalupny                | Nem adták át                      |
| 2006 | Oguchi Onyewu           | Kristine Lilly         | Jozy Altidore                  | Danesha Adams                | Nem adták át                      |
| 2007 | Clint Dempsey           | Abby Wambach           | Michael Bradley                | Lauren Cheney                | Nem adták át                      |
| 2008 | Tim Howard              | Carli Lloyd            | Sacha Kljestan                 | Kristie Mewis                | Nem adták át                      |
| 2009 | Landon Donovan          | Hope Solo              | Luis Gil                       | Tobin Heath                  | Nem adták át                      |
| 2010 | Landon Donovan          | Abby Wambach           | Gale Agbossoumonde             | Bianca Henninger             | Nem adták át                      |
| 2011 | Clint Dempsey           | Abby Wambach           | Brek Shea                      | Sydney Leroux                | Nem adták át                      |
| 2012 | Clint Dempsey           | Alex Morgan            | Rubio Rubin                    | Julie Johnston               | Felicia Schroeder                 |
| 2013 | Jozy Altidore           | Abby Wambach           | Wil Trapp                      | Lindsey Horan                | Rene Renteria                     |
| 2014 | Tim Howard              | Lauren Holiday         | DeAndre Yedlin                 | Morgan Brian                 | Gavin Sibayan                     |
| 2015 | Michael Bradley         | Carli Lloyd            | Matt Miazga                    | Mallory Pugh                 | Kevin Hensley                     |
| 2016 | Jozy Altidore           | Tobin Heath            | Christian Pulisic              | Ashley Sanchez               | Adam Ballou                       |
| 2017 | Christian Pulisic       | Julie Ertz             | Josh Sargent                   | Sophia Smith                 | Sean Boyle                        |
| 2018 | Zack Steffen            | Alex Morgan            | Alex Mendez                    | Tierna Davidson              | Gracie Fitzgerald                 |
| 2019 | Christian Pulisic       | Julie Ertz             | Sergiño Dest                   | Brianna Pinto                | Nick Mayhugh                      |
| 2020 |                         |                        |                                |                              |                                   |